# Willy Buer
Willy Buer (Skien, 8 giugno 1928 – Bærum, 4 marzo 2022) è stato un calciatore norvegese, di ruolo attaccante.

## Carriera

### Giocatore

#### Club
Buer vestì le maglie di Odd e Lyn Oslo.

#### Nazionale
Conta una presenza per la Norvegia. Il 4 luglio 1954, infatti, fu in campo nella sconfitta per 1-0 contro l'Islanda.

### Allenatore
Dal 1963 al 1964, fu allenatore del Moss.